# 360 Carlova
360 Carlova је астероид главног астероидног појаса са пречником од приближно 115,76 km.
Афел астероида је на удаљености од 3,542 астрономских јединица (АЈ) од Сунца, а перихел на 2,457 АЈ.
Ексцентрицитет орбите износи 0,180, инклинација (нагиб) орбите у односу на раван еклиптике 11,713 степени, а орбитални период износи 1897,857 дана (5,196 година).
Апсолутна магнитуда астероида је 8,48 а геометријски албедо 0,053.
Астероид је откривен 11. марта 1893. године.